# Prescotia
Prescotia là một chi thực vật có hoa trong họ Lan.